# Kathedrale von San Juan (Puerto Rico)

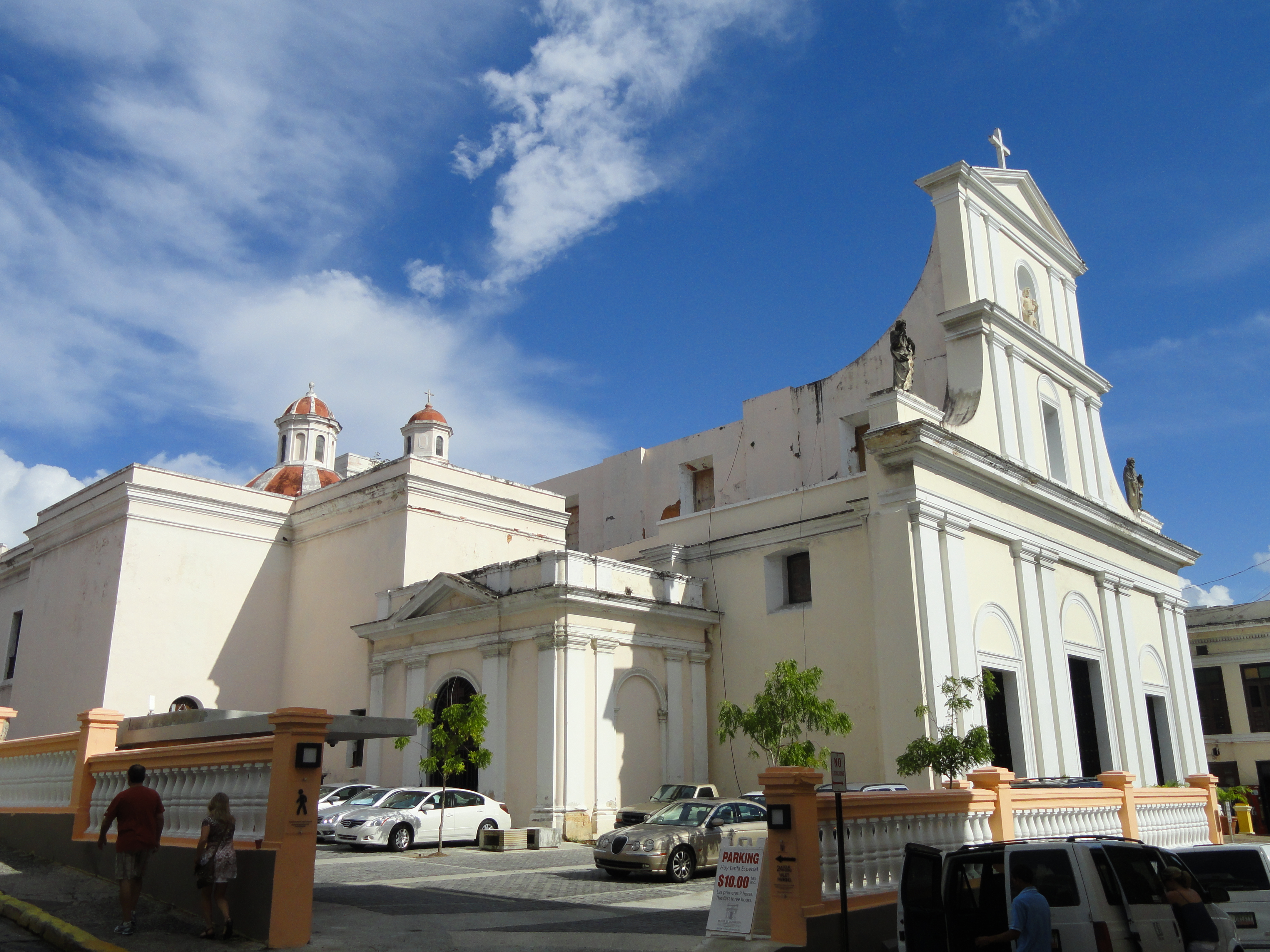
Fassade der Kathedrale

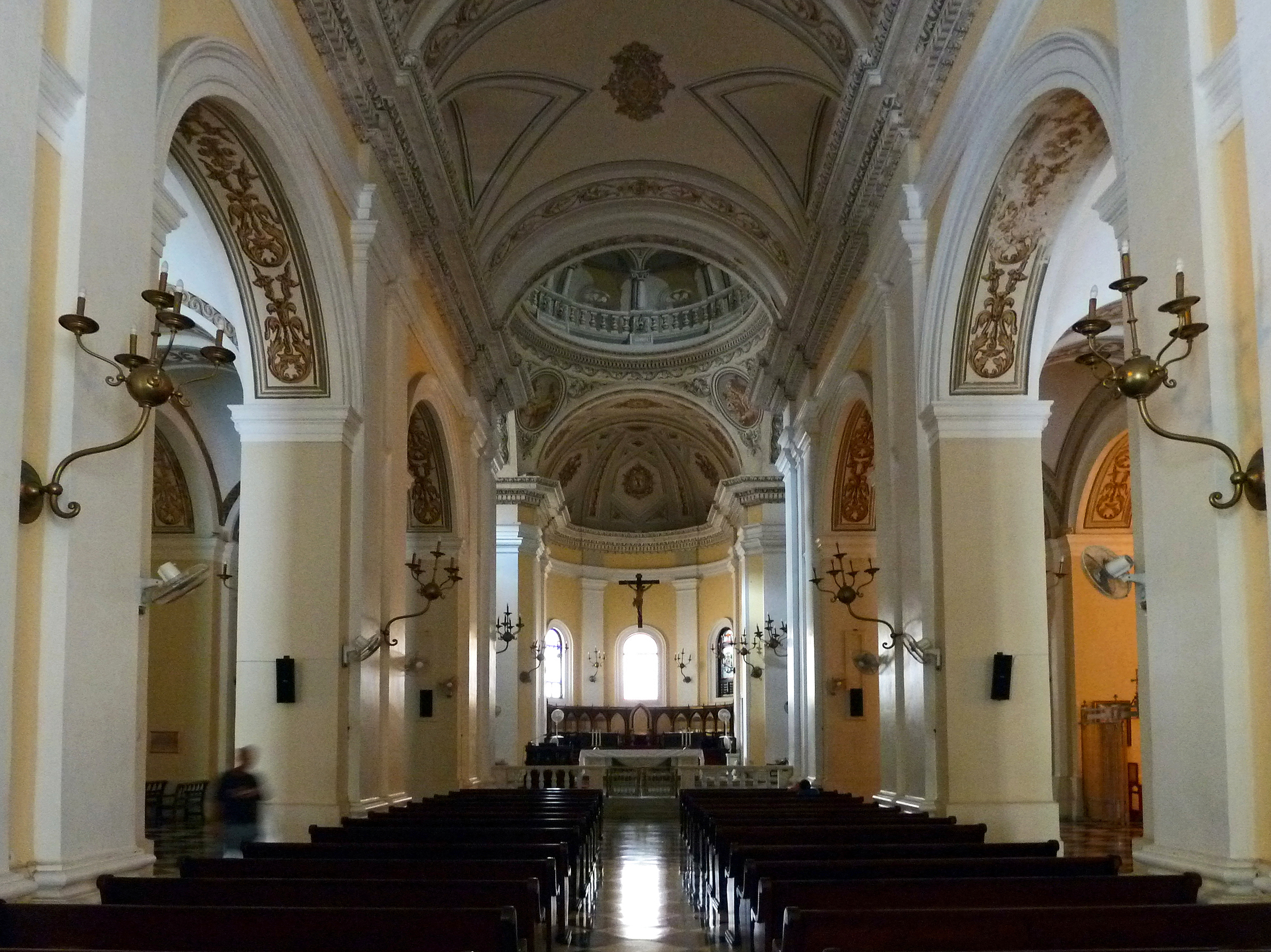
Innenraum der Kathedrale

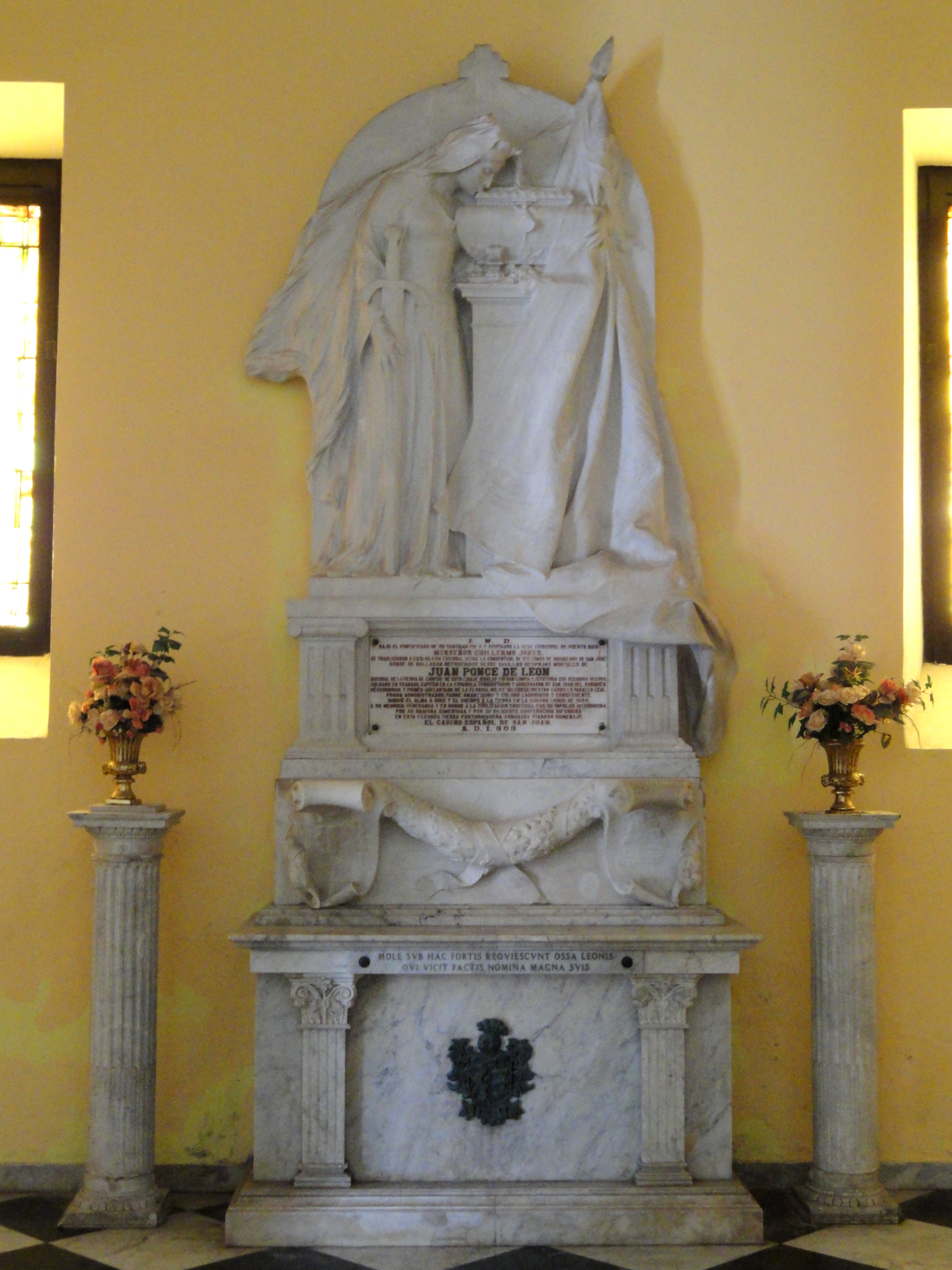
Grabmal von Juan Ponce de León

Die Kathedrale von San Juan oder offiziell Metropolkathedralbasilika St. Johannes der Täufer (spanisch Catedral Metropolitana Basílica de San Juan Bautista) ist eine römisch-katholische Kirche in San Juan, Puerto Rico. Sie befindet sich in der Calle del Cristo in der Altstadt von San Juan. Sie ist seit ihrer Errichtung Kathedrale des 1511 geschaffenen Erzbistums San Juan de Puerto Rico mit dem Patrozinium von Johannes dem Täufer. Die Kathedrale ist die älteste Kirche des Landes und die zweitälteste in Amerika nach der Kathedrale von Santo Domingo in der Dominikanischen Republik.

## Geschichte
Die Kirche wurde 1521 als Holzkonstruktion mit Strohdach erbaut und schon 1526 durch einen Sturm zerstört. Ab 1529 wurde sie wieder aufgebaut, seit 1540 ist sie in Gebrauch. Die Kirchweihe erfolgte nach Bauende 1860 erst im Jahr 1865. Die letzte Renovierung erfolgte 1917, wobei eine neogotische Fassade geschaffen wurde. Die Kathedrale beinhaltet seit 1851 die Statue und das Nationalheiligtum Unserer Lieben Frau der Göttlichen Vorsehung als Patronin von Puerto Rico. Die Kirche wurde am 25. Januar 1978 auf Wunsch von Kardinal Luis Aponte Martínez, Erzbischof von San Juan, durch Papst Paul VI. zu einer Basilica minor erhoben.

## Kirchenbau
Die klassizistische, dreischiffige Kirche mit Querhaus und runder Apsis wird von einem geschmückten Tonnengewölbe überdacht, aus dem die Vierungskuppel emporragt. Als Materialien wurden gelber Backstein und ein weißer Marmorbogen verwendet. Der Hauptaltar wird von einem gekreuzigten Christus beherrscht, an den Seiten sind die Bilder von Johannes dem Täufer und ein Marienbild zu sehen. Im rechten Querschiff befindet sich die Orgel. Die Kirche ist mit beeindruckenden Buntglasfenstern ausgestattet.
Von den niedrigen Seitenschiffen gehen die Kapellen aus. In der Kapelle Unserer Lieben Frau von Guadalupe wird eine getreue Kopie der Mantels des hl. Juan Diego mit dem Abbild der Muttergottes von Guadalupe gezeigt, genehmigt und unterzeichnet von Kardinal Norberto Rivera Carrera, Erzbischof von Mexiko. Sie ist von einem Rahmen aus Gold und Perlen und einer Inschrift mit der Aufschrift Königin von Mexiko und Kaiserin von Amerika eingefasst. Die Kapelle St. Pius enthält hinter Glas in Wachs gefasste Reliquien des Märtyrers Pius. Das Marmorgrab des Entdeckers und Konquistadors Juan Ponce de León steht in einer weiteren Kapelle. Die Kapelle des Allerheiligsten befindet sich im Gegensatz zu anderen lateinamerikanischen Kathedralen wie Mexiko-Stadt und Bogotá in der Kathedrale. Sie enthält den Tabernakel und einige alte Gemälde. Weiter bedeutsam ist der Schrein für den seligen Carlos Manuel Rodríguez Santiago, den ersten Puerto-Ricaner und ersten in der Karibik geborenen Laien, der seliggesprochen wurde.